# Jacobiturmstraße 16/17 (Stralsund)

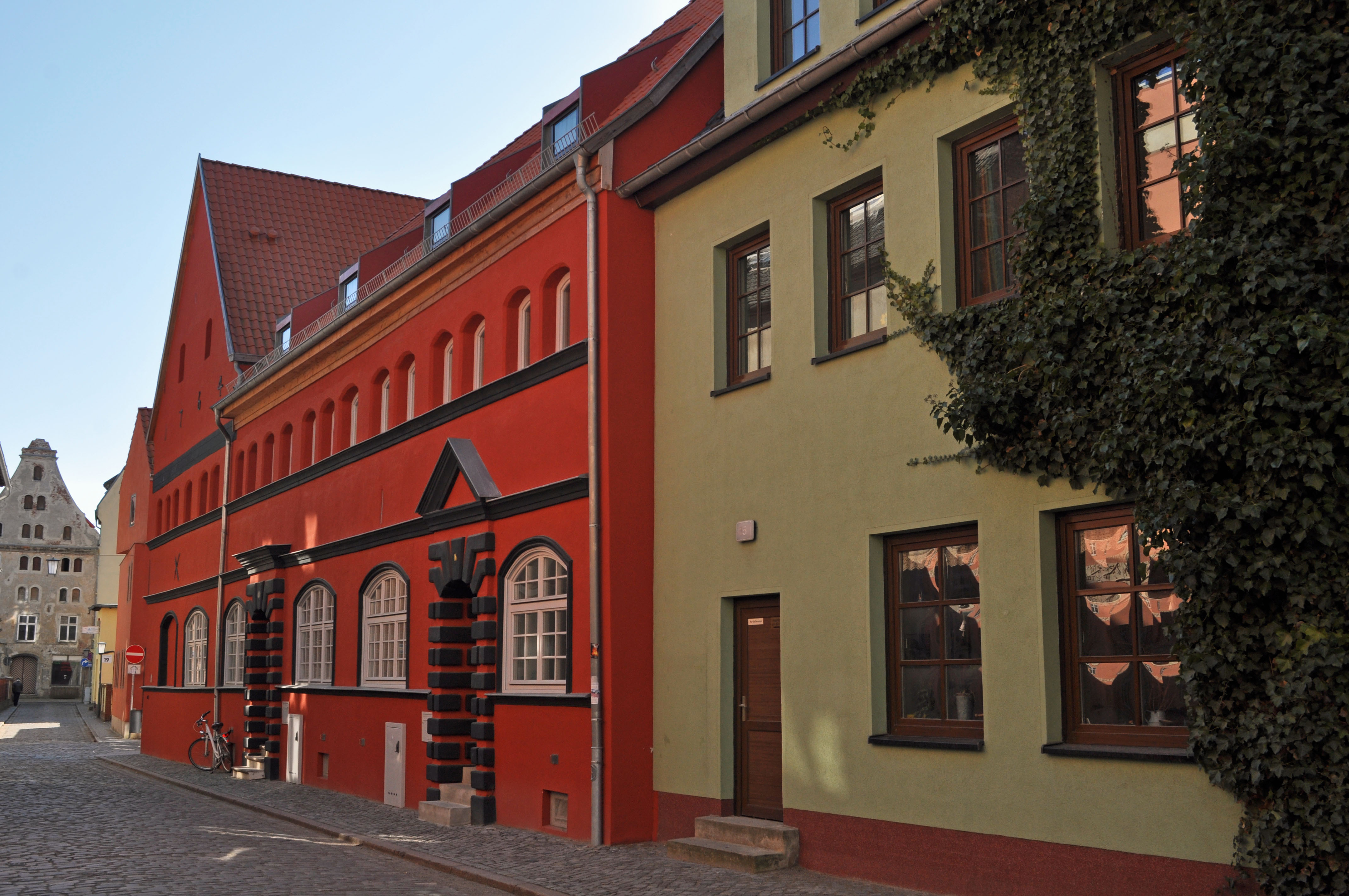
Das Haus Jacobiturmstraße 16/17 in Stralsund (2012)

Das Gebäude mit der postalischen Adresse Jacobiturmstraße 16/17 ist ein denkmalgeschütztes Bauwerk in der Jacobiturmstraße in Stralsund, an der Ecke zur Langenstraße.
Der zweigeschossige Doppelhaus gehörte zum Grundstück des Pfarrhauses in der Langenstraße 58. Gemeinsam mit dessen Seitenfront wurde die Fassade des Doppelhauses im 17. Jahrhundert gestaltet. Im Jahr 1835 wurden die Grundstücke geteilt.
Nach Kriegsschäden ist von der nördlichen Hälfte des Doppelhauses, der Nr. 16, nur noch die Fassade erhalten. Die südliche Hälfte, die Nr. 17, wurde im Jahr 1972 rekonstruiert.
Im Erdgeschoss weist die Fassade große Segmentbogenfenster auf. Im Obergeschoss sind Segmentbogenluken angeordnet. Jeweils die zweite Achse von außen weist ein Portal mit kräftiger Rustikarahmung und Gesims auf.
Das Haus liegt im Kerngebiet des von der UNESCO als Weltkulturerbe anerkannten Stadtgebietes des Kulturgutes „Historische Altstädte Stralsund und Wismar“. In die Liste der Baudenkmale in Stralsund ist es mit der Nummer 355 eingetragen.